# Museo Nacional de Ciencias Naturales
Het Museo Nacional de Ciencias Naturales de España is het natuurhistorisch museum van de Spaanse hoofdstad Madrid.

## Geschiedenis
Het Museo Nacional de Ciencias Naturales werd in 1772 gesticht door Carlos III op de locatie waar zich nu het Prado bevindt. Sinds 1887 bevindt het museum zich op de huidige locatie in het Palacio de Industria y Bellas Artes gelegen langs de Paseo de la Castellana.

## Collectie
Het Museo Nacional de Ciencias Naturales omvat vijf permanente tentoonstellingen:
- Biodiversidad y Biología Evolutiva
- Ecología Evolutiva
- Paleobiología
- Vulcanología
- Geología